# كانيكو تاكاهاشي
كانيكو تاكاهاشي (باليابانية: 高橋カネ子؛ بالكانا: たかはし　かねこ) هي متزلجة يابانية، ولدت في 26 سبتمبر 1942 في كارويزاوا في اليابان.

## وصلات خارجية
- كانيكو تاكاهاشي على موقع SpeedSkatingBase.eu (الإنجليزية)
- كانيكو تاكاهاشي على موقع SpeedSkatingNews.info (الإنجليزية)
- كانيكو تاكاهاشي على موقع SpeedSkatingStats.com (الإنجليزية)
- كانيكو تاكاهاشي على موقع اللجنة الأولمبية الدولية (الإنجليزية)
- كانيكو تاكاهاشي على موقع أوليمبيديا (الإنجليزية)